# Руський клуб
Руський клуб (Рускій клюб)— об'єднання (фракція) послів-русинів Галицькому сейму 1—6-го скликань.
Упродовж перших двох каденцій сойму «Руський клуб» формально не мав голови. У першій половині XIX ст. склалася традиція, відповідно до якої найавторитетнішим представником галицьких українців був митрополит, тобто він мав би очолювати «Клуб». Проте, наприклад, Григорій Яхимович не приходив на засідання клубу. Збережені протоколи засідань «Руського клубу», писані різними почерками, свідчать, що учасники вибирали щоразу нового голову та секретаря. Більшу активність проявляли митрополит Сильвестр Сембратович і єпископ Юліян Пелеш.
Уперше «Руський клуб» обрав свій постійний керівний орган 1870 року. Головою став крилошанин Йосиф Кульчицький, заступником — Василь Ковальський, секретарями — Федір Білоус і Гавриїл Крижанівський. Потім керівництво обирали щоразу на час нового періоду скликання сейму.